# アカアシカマドドリ
アカアシカマドドリ（赤足竈鳥、Furnarius leucopus）は、スズメ目カマドドリ科の鳥である。

## 分布
南アメリカのコロンビア、エクアドル、ペルー、ボリビア、ブラジル、 ガイアナ、 ベネズエラに見られる。樹木が茂ったさまざまな場所、特に水辺に生息する。

## 形態
全長は15-20cmで、雌雄同色。

## 分類

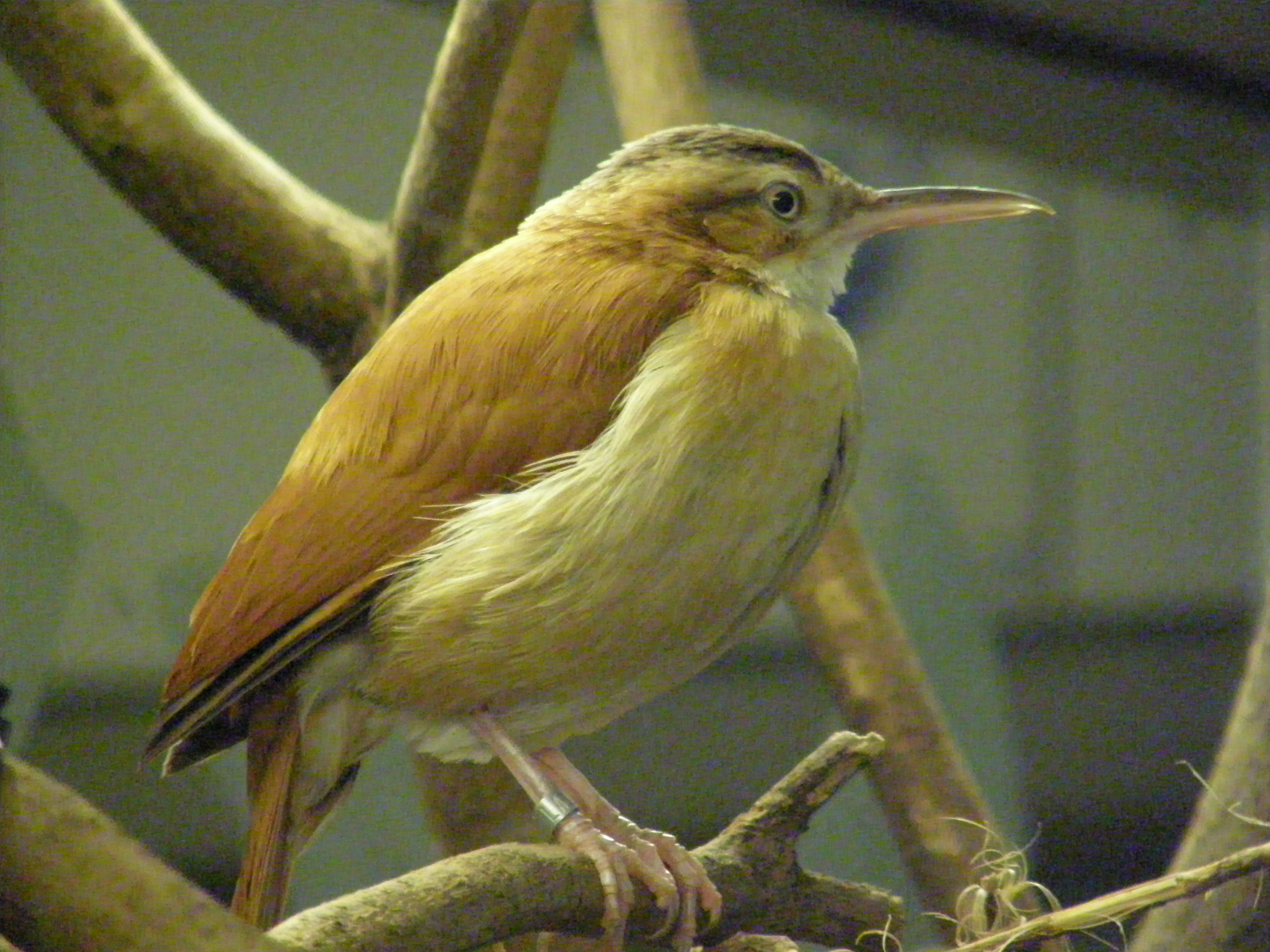
亜種Pacific Hornero
(F. leucopus cinnamomeus)

亜種として、Pacific Hornero (F. leucopus cinnamomeus) と、Caribbean Hornero (F. leucopus longirostris) も含まれるが、それぞれアカアシカマドドリとは別種として、F. cinnamomeus、F. longirostris とすることもある。